# 辛追
辛追（前3世纪—晚於前168年），或名避，是西漢吳氏長沙國丞相利蒼的妻子，育有一子利豨。

## 生平
在馬王堆一號墓出土一枚刻有“妾辛追”或“妾避”字樣的印章，在馬王堆二号墓的考古發現刻有軑侯之印、長沙丞相、利蒼等字樣官印，因而考古學家推定辛追丈夫是第一任軑侯長沙國丞相利蒼，並認為其子是第二代軑侯利豨。辛追去世于公元前168年以后数年间，時年約50歲。1972年4月26日，女尸從马王堆汉墓的一號墓中出土。4月28日，棺材在湖南省博物館打開。棺内的表面盖有两层丝绵袍，尸体全身被20层绵衾衣着和丝麻织物包裹，并用九道丝带捆束。棺内有棕黄色液体，液深为20厘米，总量约80升。5月1日，尸体自棺内取出移置于木架上。辛追屍體面带病容，鱼尾纹布满眼角，出土时软组织有弹性，关节能活动，血管清晰可见，毛髮尚在，为世界考古史上前所未见的不腐湿尸，此后将此类古尸命名为马王堆尸。尸体经湖南医学院专家解剖后保存在湖南省博物馆。

## 遺體

### 出土状态
辛追夫人之遺體出土於一號墓內棺，出土時身高154公分，體重34公斤，呈現淡黃褐色。雖在地下埋葬了2,100多年，但外型保存完整，全身潤澤，皮下軟組織柔軟而富彈性，關節尚可活動，頭髮、陰毛、眼睫毛及鼻毛尚存，左耳鼓膜完好，手指及腳趾紋路清晰。此外女屍有眼球脫出、口張開、舌頭吐出、直腸脫垂等屍體巨人觀現象。女尸的腰大肌、心肌、软骨、肝、肾等组织存在大量細菌芽孢。女尸的鼻下半比较扁平，鼻尖部皮面有包扎的压痕。乳头、乳晕已不清楚。乳房上有凹凸不平的压迹。会阴有陈旧裂痕，延伸达阴道，长2.20厘米。女尸体表皮肤除手与足的皮肤颜色较暗黄外，全身其它部位皮肤均呈淡黄褐色。女尸双上臂的皮肤能捏起。女尸有真髮及假发。真髮大部呈黑色，小部呈現棕黄色。左眼眶上外侧眉毛部位有两根眉毛。双腋窝未见腋毛。全身皮肤未见毳毛。外阴部有稀疏的黑褐色阴毛，长约1至2厘米。右手大拇指、左手小指以及右𧿹趾有残甲留存。其余的指甲及趾甲全失，仅见甲床。
經解剖發現，其內臟保存完好，膠原纖維和剛去世時相似，細如髮絲的肺部迷走神經可數。血管裹有凝固的血塊，血型為A型。按病理檢查，辛追生前患有多種疾病，如冠心病、動脈粥樣硬化、多發性膽石病；在直腸和肝臟內發現鞭蟲卵、蟯蟲卵、血吸蟲卵；在其食道、腸胃內有138粒半甜瓜子，可知死於瓜熟季節，且在進食瓜果3至4小時內身亡。按病理推斷，可能由膽絞痛引起冠心病發作致死，去世時年50歲。
辛追夫人的遺體能保存的主要原因不外是密封、深埋地下形成的低溫、缺氧和無菌的環境，另外棺內80多公升的棺液亦具有抑酶作用。

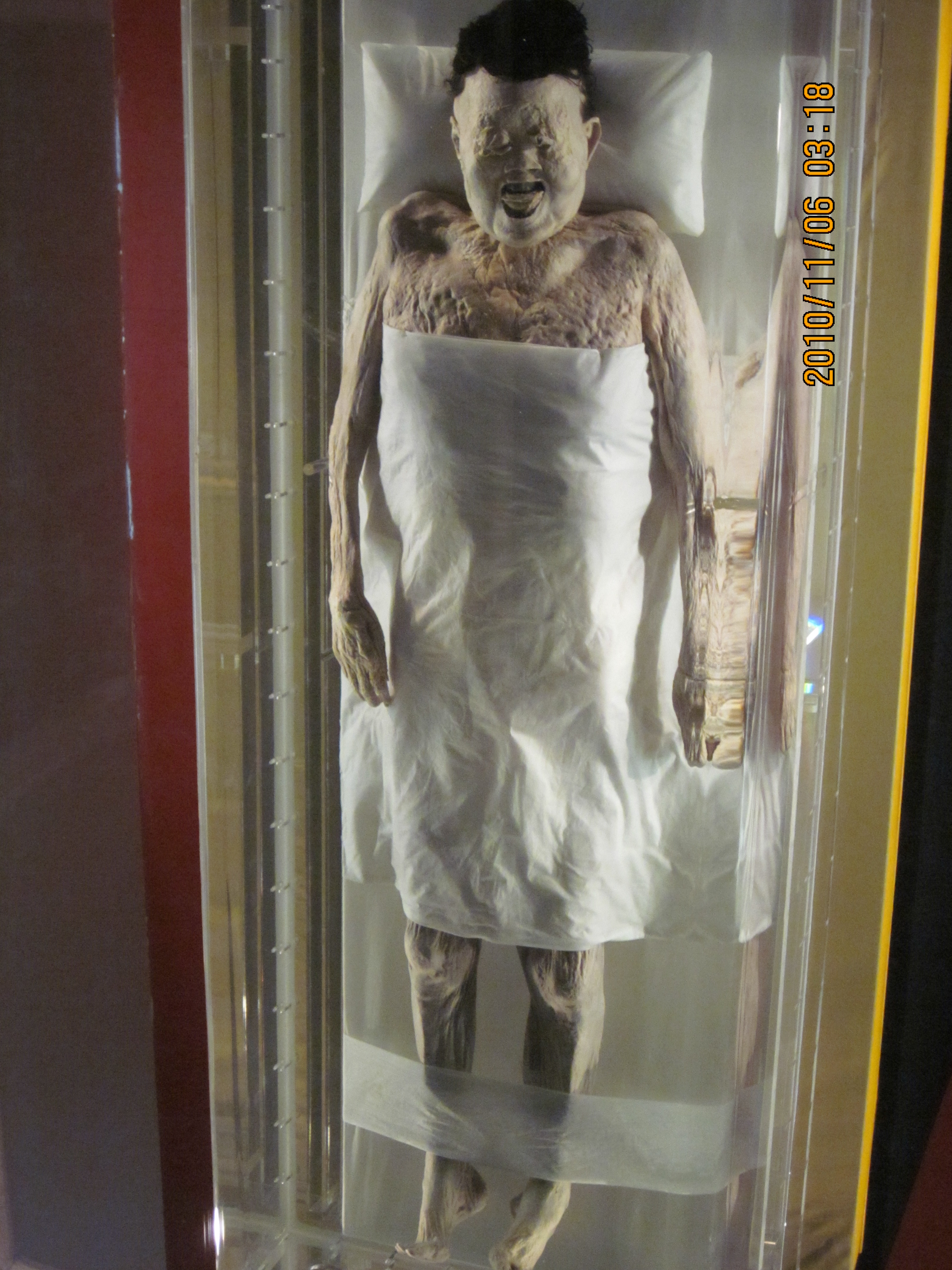
辛追的不腐屍體，现存于湖南省博物馆

### 保护状态
由于考古条件受限，以及保护能力的不当，辛追夫人遗骸与许多文物一样，出土后遭受更严重的破坏。虽然出土时全身保存非常完好，皮肤有弹性，部分关节可活动，几乎与新鲜遗骸无区别；然而發掘时保护不当，加上她全身包裹着二十多层丝绸衣服，以至于考古学家们剥离完二十多层衣服时，已放置了一周。由于辛追夫人千年不腐，报道后引起轰动，送往很多地方展览过程中也缺乏有效保护，甚至有些地方直接放在台上进行展示，参观者甚至可以用手触摸，以至于现在在互联网上搜索辛追夫人遗骸的照片时，看到的都是较为恐怖的面容。直到2003年，文物专家们才意识到，由于缺乏有效保护，辛追夫人遗骸损害严重，于是才为辛追夫人定做了恒温恒湿的地宫，尽量恢复当年马王堆古墓里的环境。

## 影视作品

### 電視劇
| 影視作品     | 飾演演员   |
| 《大汉巾帼》 | 蒋勤勤主演 |
| 《辛追传奇》 | 左小青主演 |